# Jungman Carlo Anka
Jungman Carlo Anka (orig. Pintail Duck) är en seriefigur. I Kalle Anka-serierna är han en av Kalles förfäder – en 1500-talspirat. Han skapades av Carl Barks 1956.

## Karaktärshistoria
Pintail Duck skapades av Barks för serien Tillbaka i tiden (Back to Long Ago). I den svenska översättningen fick han namnet Jungman Anka.
Hans hittills enda ytterligare uppträdande har varit i Don Rosas släktträd, som ätten Ankas äldsta kända medlem. När trädet publicerades i Sverige tilldelades han även ett svenskt förnamn; han blev Jungman Carlo Anka.

## Levnadsberättelse

### Den vedertagna versionen
I Rosas släktträd är Carlo Anka stamfader till ätten Anka. Ingenting om hans familjeförhållanden är än så länge känt, han bör dock ha blivit far till åtminstone en son. 300 år efter Carlos tid föds hans ättling Elias Anka.
Carlo föddes på brittiska öarna, med största sannolikhet i England, omkring år 1530. Vi vet ingenting om hans bakgrund, men år 1564 hade han mönstrat på som jungman på Falken, ett piratskepp specialiserat på att plundrade spanska skepp i Karibiska havet. Kapten på fartyget var Loyal Hawk, och skotten Malkolm Anka tjänstgjorde som styrman.
Den 9 december 1564 sjönk Falken efter ett sjöslag mot spanjorerna. Jungman Anka överlevde inte. Inte så långt innan detta så hade han och Malkolm grävt ner en kista med potatis på Ödeön.
Det förefaller dock som att Carlo kom att reinkarneras som sin sentida ättling Kalle Anka.

### Andra tolkningar
Undantaget Barks och Rosa har inga andra serieskapare använt sig av jungman Carlo, varför heller inga alternativa tolkningar kring hans person har uppkommit.